# Chermignon
Chermignon era una comuna suiza del cantón del Valais, localizada en el distrito de Sierre. Se fusionó el 1 de enero de 2017 con Mollens, Montana y Randogne para formar la comuna de Crans-Montana.